# 登级日
满族节日，农历八月二十六日是顺治帝登基大典的纪念日，登级取登基的谐音，有步步高升之思，满族人民在这一天或者杀猪祭祀，或者做上一顿美食，一方面以示纪念顺治皇帝登基大典，另一方面也有祈求祖先保佑族人事业、家庭、学业、步步登级，步步高升之意。

## 节日来历
登基大典是为新皇帝继位所举行的一个重要的宫廷仪式，登基大典会在老皇帝死后一个月之内择吉日举行。汉代一般要等一个月左右，唐宋两代往往是先帝死后第二天就举行登基仪式，明清两代往往是半个月左右。皇太极于崇德八年（1643）八月初九暴卒，福临于农历八月二十六日（1643年10月8日）登上盛京笃恭殿的鹿角宝座即帝位。次年改元顺治。

## 节日活动
祭祖或者家族、亲朋聚大餐是节日的主要活动。

### 吃福肉
满族是信奉神灵的民族，每当有重大事情时都要用猪或者猪头、猪肉、猪蹄等祭天、祭祖或者祭祀崇拜的神灵，以求神灵帮助，实现美好愿望，后来人们把这种求神方法进行改革，使神肉演变成今天的“满族福肉”成为餐桌上一道美味佳肴，其口味浓香不腻，回味绵长，色呈金红色，象征着吉祥如意。

### 吃猪蹄
猪蹄是指猪的脚部（蹄）和小腿，又叫元蹄、肘子、猪肘子，猪脚是猪常被人食用的部位之一，有多种不同的烹调作法。猪蹄含有丰富的胶原蛋白质，脂肪含量也比肥肉低，它能防治皮肤干瘪起皱、增强皮肤弹性和韧性，对延缓衰老和促进儿童生长发育都具有物殊意义。为此，人们把猪蹄称为“美容食品” 和“类似于熊掌的美味佳肴”。
满族人在登级日这天喜食猪蹄也是因为有吃什么补什么的意味，吃猪蹄补充脚力，可以步步高升。